# Сент Франсис (Арканзас)
Сент Франсис (енгл. St. Francis) град је у америчкој савезној држави Арканзас.

## Демографија
По попису из 2010. године број становника је 250, што је 0 (0,0%) становника више него 2000. године.
| Група             | 2000.       | 2010.       |
| Белци             | 241 (96,4%) | 235 (94,0%) |
| Афроамериканци    | 0 (0,0%)    | 2 (0,8%)    |
| Азијати           | 0 (0,0%)    | 1 (0,4%)    |
| Хиспаноамериканци | 1 (0,4%)    | 3 (1,2%)    |
| Укупно            | 250         | 250         |